# Пакстонія (Пенсільванія)
Пакстонія (англ. Paxtonia) — переписна місцевість (CDP) в США, в окрузі Дофін штату Пенсільванія. Населення — 5450 осіб (2020).

## Географія
Пакстонія розташована за координатами 40°19′0″ пн. ш. 76°47′19″ зх. д. / 40.31667° пн. ш. 76.78861° зх. д. (40.316619, -76.788485).  За даними Бюро перепису населення США в 2010 році переписна місцевість мала площу 5,99 км², уся площа — суходіл.

## Демографія
Згідно з переписом 2010 року, у переписній місцевості мешкало 5412 осіб у 2199 домогосподарствах у складі 1505 родин. Густота населення становила 903 особи/км².  Було 2304 помешкання (385/км²).
Расовий склад населення:
| - 86,4 % — білих - 6,2 % — чорних або афроамериканців - 3,9 % — азіатів - 0,1 % — корінних американців |

До двох чи більше рас належало 2,4 %. Частка іспаномовних становила 2,9 % від усіх жителів.
За віковим діапазоном населення розподілялося таким чином: 22,7 % — особи молодші 18 років, 65,5 % — особи у віці 18—64 років, 11,8 % — особи у віці 65 років та старші. Медіана віку мешканця становила 40,2 року. На 100 осіб жіночої статі у переписній місцевості припадало 92,1 чоловіків;  на 100 жінок у віці від 18 років та старших — 90,8 чоловіків також старших 18 років.
Середній дохід на одне домашнє господарство  становив 84 368 доларів США (медіана — 74 936), а середній дохід на одну сім'ю — 93 797 доларів (медіана — 90 459). За межею бідності перебувало 8,7 % осіб, у тому числі 10,6 % дітей у віці до 18 років та 0,0 % осіб у віці 65 років та старших.
Цивільне працевлаштоване населення становило 2990 осіб. Основні галузі зайнятості: освіта, охорона здоров'я та соціальна допомога — 22,0 %, публічна адміністрація — 14,1 %, науковці, спеціалісти, менеджери — 12,9 %, роздрібна торгівля — 12,8 %.